# Rio Jequitinhonha
Rio Jequitinhonha är ett vattendrag i Brasilien. Det ligger i den östra delen av landet, 1 000 km öster om huvudstaden Brasília.